# Eliot Bujupi
Eliot Bujupi (* 3. Juli 2006 in Böblingen) ist ein kosovarisch-deutscher Fußballspieler. Er spielt seit 2017 in der Jugend des VfB Stuttgart und seit 2024 für die kosovarische A-Nationalmannschaft.

## Karriere

### Verein
Bujupi spielte in der Jugend zunächst für den VfL Sindelfingen und in der Saison 2016/17 ein Jahr lang für die Stuttgarter Kickers. Er wechselte 2017 zum VfB Stuttgart. In der B-Junioren-Bundesliga 2021/22 wurde Bujupi mit der Mannschaft U17-Vizemeister. Am 10. Juli 2024 verlängerte er seinen Vertrag langfristig.
Für die zweite Mannschaft des VfB Stuttgart debütierte Bujupi in der 3. Liga am 30. November 2024 gegen den SV Waldhof Mannheim. Bei seinem zweiten Drittligaeinsatz erzielte er am 7. Dezember 2024 gegen Alemannia Aachen sein erstes Profitor.

### Nationalmannschaft
2021 debütierte Bujupi für die deutsche U16-Nationalmannschaft. Nachdem er auch für die U17-Juniorenauswahl Deutschlands gespielt hatte, entschied Bujupi sich 2023 für einen Verbandswechsel. Für die kosovarische U19-Nationalmannschaft erzielte er in fünf Qualifikationsspielen zur U19-Europameisterschaft 2023 vier Treffer.
Am 9. September 2024 debütierte Bujupi für die kosovarische A-Nationalmannschaft am 2. Spieltag der UEFA Nations League 2024/25 beim 4:0-Auswärtssieg gegen Zypern.